# Igor Dmitriev (hockey sur glace)
Ne doit pas être confondu avec Igor Dmitriev (acteur).
Pour les articles homonymes, voir Dmitriev.
Temple de la renommée de l'IIHF : 2007
Temple de la renommée russe : 1974
Igor Iefimovitch Dmitriev (en russe : Игорь Ефимович Дмитриев), né le 19 octobre 1941 en URSS et mort le 21 décembre 1997 à Moscou, est un joueur professionnel et entraîneur soviétique de hockey sur glace puis russe. En 2007, il est admis au temple de la renommée de la Fédération internationale de hockey sur glace en tant que bâtisseur.

## Biographie
En 1955, il commence sa carrière aux Krylia Sovetov. L'équipe remporte le championnat d'URSS 1974. Il a inscrit 125 buts en 430 matchs pour l'équipe dont il a été capitaine. Il part alors EC Klagenfurt AC dans le championnat d'Autriche. Il met un terme à sa carrière de joueur à l'issue de cette saison. Il est entraîneur des Krylia Sovetov de 1983 à 1996. Il a dirigé l'équipe d'URSS de 1987 à 1992 puis la Russie en 1997. Il a notamment mené l'URSS aux titres de champion olympique 1988 et de champion du monde 1989 et 1990.